# Dolignon
Dolignon település Franciaországban, Aisne megyében. Lakosainak száma 35 fő (2022. január 1.). Dolignon Archon, Chéry-lès-Rozoy, Morgny-en-Thiérache és Sainte-Geneviève községekkel határos.

## Népesség
A település népességének változása:
| Lakosok száma | 84   | 78   | 55   | 56   | 52   | 51   | 49   | 46   | 44   | 35   |
|               | 1968 | 1982 | 1990 | 2006 | 2013 | 2015 | 2017 | 2019 | 2020 | 2022 |